# 錐体
錐体（すいたい、conic solid）とは、数学、特に幾何学において空間内の一点から底面に伸びる線分によって形作られる錐状の立体図形の総称である。

## 定義
3 次元ユークリッド空間内の平面 P 上に単純閉曲線 C が与えられ、平面 P 上にない点 O をとるとき、点 O と曲線 C 上の各点とを結ぶ直線の軌跡を錐体面と呼び、錐体面と平面 P が空間から切り取る有界な図形を錐体という。
このとき、点 O をこの錐体の頂点、頂点 O と平面 P との距離を錐体の高さという。また、曲線 C が囲む平面 P の領域を、この錐体の底面といい、底面以外の面すなわち、頂点 O と閉曲線 C 上の各点とを結ぶ線分の軌跡のことを側面という。
錐体のうち、頂点 O から底面に下ろした垂線の足が、底面の重心に一致するものを直錐（直錐体）と呼ぶことがある。直錐体の中でも、底面が円のものを円錐、底面が正多角形のものを正多角錐と呼ぶ。一方、直錐体に対して、それ以外の錐体を斜錐（斜錐体）と呼んで区別することがある。

## 性質
- 錐体は中身の詰まった (solid) 閉じた空間図形で、その表面は一つの閉曲面である。
- 錐体の高さを h、底面積（底面の面積）を B とするとき、錐体の体積 V は V = Bh/3 で与えられる。これは、同じ底面と高さを持つ柱体の体積の 1/3 の値である。[1]

## 標準化
錐体の表面は、頂点 O を原点に写す適当な直交変換によって、次のように媒介変数表示することができる：
{\displaystyle {\begin{cases}X=F_{x}(\theta )t,\\Y=F_{y}(\theta )t,\\Z=ht.\end{cases}}}
特に t = 1 のときを考えると底面の閉曲面を表す式が表れる：
{\displaystyle C\colon {\begin{cases}X=F_{x}(\theta ),\\Y=F_{y}(\theta ),\\Z=h.\end{cases}}}

## 錐体の名称
底面の形状によっては、錐体にさらに特別の名称（分類名）が与えられることがある。以下に、錐体の名称を "錐体名（底面の形状）" の形式で幾つか例示する：
- 角錐（多角形）
  - 三角錐（三角形）
    - 正三角錐（正三角形）- さらに特殊な形状として正四面体

  - 四角錐（四角形）
    - 正四角錐・ピラミッド型（正方形）

  - 八角錐（八角形）
    - 正八角錐（正八角形） - 八角堂は、上面が正八角錐。
- 円錐（円）